# Batalla de Helgeå
La Batalla de Helgeå (noruego: Slaget ved Helgeå, sueco: Slaget vid Helgeå) fue una batalla naval que tuvo lugar en el año 1026, entre la alianza de armadas unidas danesas y del Danelaw por un lado y noruegas y suecas por otro, en el estuario de un río llamado Helgeå (nórdico antiguo: Áin Helga, que significa río Santo) en Suecia. 
El rey Olaf II de Noruega y el rey  Anund Jacobo de Suecia se beneficiaron de los asuntos que entretenían al rey danés Canuto el Grande en Inglaterra y lanzaron varios ataques a los daneses en el mar Báltico. Las fuerzas suecas y noruegas lideradas por Anund Jacobo y Olaf II se situaron cerca del río esperando la flota danesa de Canuto comandada por el jarl Ulf.
La marina de Canuto era muy poderosa y su propio barco alcanzaba los 80 metros de eslora. Los reyes sueco y noruego ordenaron construir una enorme presa hecha de turba y despojos en el río. Cuando se adentró la flota danesa, liberaron el agua y muchos daneses e ingleses se ahogaron en la inundación. No obstante, el ejército de Canuto fue capaz de vencer en la batalla.
La aparente victoria de Canuto le catapultó como monarca dominante en Escandinavia. En algún momento tras la batalla, Canuto subyugó las provincias suecas cercanas al lago Mälaren, zona donde precisamente acuñó sus monedas, en Sigtuna.